# Rouvrois-sur-Meuse
Rouvrois-sur-Meuse is een gemeente in het Franse departement Meuse (regio Grand Est) en telt 179 inwoners (1999). De plaats maakt deel uit van het arrondissement Commercy.

## Geografie
De oppervlakte van Rouvrois-sur-Meuse bedraagt 6,2 km², de bevolkingsdichtheid is 28,9 inwoners per km².
De onderstaande kaart toont de ligging van Rouvrois-sur-Meuse met de belangrijkste infrastructuur en aangrenzende gemeenten.

## Demografie
Onderstaande figuur toont het verloop van het inwonertal (bron: INSEE-tellingen).